# Autostrada D6 (Czechy)
Autostrada D6 (cz. Dálnice D6) – częściowo istniejąca autostrada w zachodnich Czechach. Po zbudowaniu dwujezdniowa arteria połączy stolicę kraju Pragę przez Karlovy Vary z Chebem i niemiecką autostradą A93. Na całej długości trasa jest elementem trasy E48 oraz dodatkowo na krótkim odcinku w od Karlovych Var do Chebu także szlaku drogowego E49.
Pierwszy odcinek trasy powstał w latach 80 XX wieku. Połączył podpraskie miejscowości: Nové Strašecí i Kamenné Žehrovice. Następnie w 1994 trasę wydłużono do Velká Dobrá, a w roku 2002 miejscowości Pavlov. 19 grudnia 2008 roku oddano odcinek łączący Pavlov z obwodnicą Pragi wraz z 400 metrowym tunelem w rejonie lotniska Ruzyně. Innymi istniejącymi bądź modernizowanymi i budowanymi odcinkami trasy R6 są obwodnice Chebu i Karlovych Var. W budowie jest także odcinek między Sokolovem, a Chebem.
Do końca 2015 roku trasa istniała jako droga ekspresowa R6 (Rychlostní silnice R6).